# Scrimă în fotoliu rulant la Jocurile Paralimpice de vară din 2012
Probele de scrimă în fotoliu rulant la Jocurile Paralimpice de vară din 2012 s-au desfășurat în perioada 4–8 august la Centrul ExCeL din Londra.

## Clasament pe medalii
| Loc   | Țară             | Aur | Argint | Bronz | Total |
| ----- | ---------------- | --- | ------ | ----- | ----- |
| 1     | China            | 6   | 3      | 1     | 10    |
| 2     | Hong Kong, China | 2   | 1      | 4     | 7     |
| 3     | Polonia          | 2   | 0      | 1     | 3     |
| 4     | Brazilia         | 1   | 0      | 0     | 1     |
| 5     | Thailanda        | 1   | 0      | 0     | 1     |
| 6     | Franța           | 0   | 3      | 2     | 5     |
| 6     | Ungaria          | 0   | 3      | 2     | 5     |
| 8     | Germania         | 0   | 1      | 0     | 1     |
| 8     | Ucraina          | 0   | 1      | 0     | 1     |
| 10    | Italia           | 0   | 0      | 1     | 1     |
| Total | Total            | 12  | 12     | 12    | 36    |

## Evenimente

### Masculin
| Probă          | Aur                                  | Argint                                                | Bronz                                                         |
| Spadă A        | Dariusz Pender (POL)                 | Romain Noble (FRA)                                    | Matteo Betti (ITA)                                            |
| Spadă B        | Jovane Silva Guissone (BRA)          | Tam Chik Sum (HKG)                                    | Alim Latrèche (FRA)                                           |
| Floretă A      | Ruyi Ye (CHN)                        | Yijun Chen (CHN)                                      | Richárd Osváth (HUN)                                          |
| Floretă B      | Daoliang Hu (CHN)                    | Anton Dațko (UKR)                                     | Alim Latrèche (FRA)                                           |
| Sabie A        | Yijun Chen (CHN)                     | Jianquan Tian (CHN)                                   | Chan Wing Kin (HKG)                                           |
| Sabie B        | Grzegorz Pluta (POL)                 | Marc André Cratère (FRA)                              | Alessio Sarri (ITA)                                           |
| Open pe echipe | China Chen Yijun Ye Ruyi Hu Daoliang | Franța Ludovic Lemoine Alim Latrèche Damien Tokatlian | Hong Kong, China Wong Tang Tat Chan Wing Kin Chung Ting Ching |

### Feminin
| Probă          | Aur                               | Argint                                                  | Bronz                                                    |
| Spadă A        | Yu Chui Yee (HKG)                 | Zsuzsanna Krajnyák (HUN)                                | Wu Baili (CHN)                                           |
| Spadă B        | Saysunee Jana (THA)               | Simone Briese-Baetke (GER)                              | Chan Yui Chong (HKG)                                     |
| Floretă A      | Yu Chui Yee (HKG)                 | Wu Baili (CHN)                                          | Zsuzsanna Krajnyák (HUN)                                 |
| Floretă B      | Fang Yao (CHN)                    | Gyöngyi Dani (HUN)                                      | Marta Makowska (POL)                                     |
| Open pe echipe | China Rong Jing Yao Fang Wu Baili | Ungaria Veronika Juhász Zsuzsanna Krajnyák Gyöngyi Dani | Hong Kong, China Fan Pui Shan Yu Chui Yee Chan Yui Chong |